# Nososticta erythroprocta
Nososticta erythroprocta är en trollsländeart som först beskrevs av Selys 1886.  Nososticta erythroprocta ingår i släktet Nososticta och familjen Protoneuridae. Inga underarter finns listade i Catalogue of Life.